# Quận 9
Quận 9 là một quận cũ thuộc Thành phố Hồ Chí Minh, Việt Nam.
Quận được thành lập vào năm 1997 cùng với quận Thủ Đức và Quận 2 trên cơ sở chia tách từ huyện Thủ Đức cũ trước đó. Vào ngày 1 tháng 1 năm 2021, Quận 9 lại sáp nhập với quận Thủ Đức và Quận 2 để thành lập thành phố Thủ Đức thuộc Thành phố Hồ Chí Minh.
Ngày nay, địa danh Quận 9 dùng để chỉ khu vực 2 của thành phố Thủ Đức(thường gọi là Quận 9, TP Thủ Đức). Tên gọi Quận 9 dù không còn được sử dụng các văn bản hành chính nhưng vẫn được người dân sử dụng để chỉ khu vực 2 và dễ phân biệt 3 khu vực của thành phố.
Quận 9 có Khu công nghệ cao Thành phố Hồ Chí Minh được coi là Thung lũng Silicon của Việt Nam.

## Địa lý
Quận 9 nằm ở phía đông Thành phố Hồ Chí Minh, cách trung tâm thành phố khoảng 13 km theo xa lộ Hà Nội, có vị trí địa lý:
- Phía đông giáp huyện Long Thành và thành phố Biên Hòa, tỉnh Đồng Nai với ranh giới tự nhiên là sông Đồng Nai
- Phía tây giáp quận Thủ Đức với ranh giới là Xa lộ Hà Nội
- Phía nam giáp huyện Nhơn Trạch, tỉnh Đồng Nai (qua sông Đồng Nai) và Quận 2 (qua kênh Rạch Chiếc – Trau Trảu)
- Phía bắc giáp thành phố Dĩ An, tỉnh Bình Dương.

Quận có diện tích 113,97 km², dân số năm 2019 là 310.107 người, mật độ dân số đạt 2.721 người/km².

## Lịch sử
Quận 9 vốn là vùng đất hoang rừng rậm, thú rừng sống thành từng đàn, dân cư thưa thớt, hầu hết sống trên vùng cao chuyên các nghề nương rẫy, chăn nuôi và săn bắt, không quen làm lúa nước.
Đến thế kỷ 15, sau khi cuộc kháng chiến chống quân Minh của nhà hậu Trần thất bại, tàn quân rút vào Thuận Hóa là tuyệt lộ, một số bỏ chạy sang Lào, một số qua Chiêm Thành, số còn lại xuống phía Nam, đến vùng này. Tới thế kỷ 17, hơn 200 năm sau, cũng có một tàn quân nữa giống vậy, của nhà Minh chạy trốn nhà Thanh, xuống vùng này từ Long Môn (Khâm Châu, Quảng Tây). Nhóm này đã bắt tay vào việc khai phá rừng rậm, cuốc xới sình lầy, gieo trồng lúa nước là ngành nông nghiệp và sống chung hoà hợp với dân bản địa, tạo thành một cộng đồng dân cư ngày càng đông đảo.
Từ năm 1623, để mở rộng giang sơn các chúa Nguyễn đã tạo mối thiện cảm đối với triều đại Chân Lạp, để đưa dân cư từ vùng Thuận Quảng vào lập nghiệp. Đến năm 1698 chúa Nguyễn Phúc Chu sai Lễ thành hầu Nguyễn Hữu Cảnh vào đây kinh lý, lấy đất Đồng Nai lập ra phủ Gia Định, lấy đất Đông Phố lập huyện Phước Long, dựng dinh Trấn Biên, đất Sài Gòn lập huyện Tân Bình, dựng dinh Phiên Trấn, đặt quan chức cai trị hành chánh, quân lính trong coi về quốc phòng.
Năm 1808, năm Gia Long thứ 7 huyện Phước Long được nâng lên phủ Phước Long, bốn tổng được nâng lên thành 4 huyện. Mỗi huyện được chia làm 2 tổng Long Vĩnh và Thành Tuy, lấy hai chữ tên huyện đặt lên đầu tên hai tổng, Quận 9 lúc đó thuộc tổng Long Vĩnh.
Năm 1821, triều Minh Mạng, năm thứ 2, địa bàn hai tổng được chia làm bốn tổng. Nhưng mãi đến Minh Mạng năm thứ 17 (1836), đất này mới được đo đạc, cùng với toàn thể ruộng đất trên cả sáu tỉnh Nam Kỳ. Công cuộc này được thực hiện bởi Trương Đăng Quế và Trương Minh Giảng. Từ đó các thôn phường mới có địa bộ chính thức.
Đến Minh Mạng năm thứ 18 (1837), khi ranh giới hành chánh của tỉnh Biên Hòa có sự thay đổi, hai huyện Long Thành và Phước An được tách ra khỏi phủ Phước Long để thành lập phủ mới, tên là Phước Tuy.
Đến khi người Pháp đánh chiếm tỉnh Biên Hòa, thành lập chính quyền thực dân, theo hòa ước Nhâm Tuất (1862), họ làm chủ 3 tỉnh miền Đông Nam Kỳ. Thực thi chính sách trực trị, họ bỏ hết cấp tỉnh, phủ, huyện, và chia địa bàn tỉnh thành 13 địa hạt (Arrondisements), bao gồm tỉnh Biên Hòa cũ (được chia làm 5 địa hạt).
Từ đó 5 năm sau, người Pháp chiếm trọn luôn 6 tỉnh Nam Kỳ. Năm 1867, họ chia toàn địa bàn ra làm 24 đơn vị hành chính, trước gọi là hạt thanh tra (Inspections), sau đổi thành tham biện (Administrateurs). Nơi trụ sở gọi là tòa tham biện, người Việt quen gọi là tòa Bố. Ngày 05 tháng 6 năm 1871, thống đốc Nam kỳ ra nghị định giải thể tòa tham biện Long Thành, sáp nhập vào các toà tham biện lân cận, do đó các làng thuộc tổng Long Vĩnh Hạ được sáp nhập vào hạt tham biện Sài Gòn.

### Quận 9, Sài Gòn
Năm 1920, tỉnh Gia Định được chia làm 4 quận: Thủ Đức, Hóc Môn, Gò Vấp và Nhà Bè. Ngày 10 tháng 10 năm 1965, tổng Long Vĩnh Hạ lại được tách khỏi quận Dĩ An, nhập trở lại quận Thủ Đức. Năm 1967 xã An Khánh được cắt khỏi quận Thủ Đức, nhập vào Quận 1 của Đô thành Sài Gòn và được chia thành hai phường là An Khánh và Thủ Thiêm. Sau, 2 phường An Khánh và Thủ Thiêm lại được tách ra để thành lập Quận 9 của Đô thành Sài Gòn. Qua năm 1972 trên địa bàn Thủ Đức lại được lập thêm một xã mới là xã Phước Bình.

### Quận 9, Thành phố Hồ Chí Minh
Sau ngày 30 tháng 4 năm 1975, chính quyền cách mạng sắp xếp lại các đơn vị hành chính trong thành phố, quận Thủ Đức được gọi là huyện ngoại thành. Đồng thời giải thể Quận 9 của Đô thành Sài Gòn, 2 phường An Khánh và Thủ Thiêm chuyển thành 2 xã có tên tương ứng và thuộc huyện Thủ Đức (nay là các phường An Khánh, Thủ Thiêm, An Lợi Đông thuộc thành phố Thủ Đức).
Ngày 6 tháng 1 năm 1997, Chính phủ ban hành Nghị định số 03-CP. Theo đó:
- Thành lập Quận 9 thuộc Thành phố Hồ Chí Minh trên cơ sở toàn bộ diện tích và dân số của 7 xã: Long Bình, Long Thạnh Mỹ, Tăng Nhơn Phú, Long Phước, Long Trường, Phú Hữu, Phước Bình; một phần diện tích và dân số của 3 xã: Hiệp Phú, Phước Long, Tân Phú thuộc huyện Thủ Đức
- Chia phần diện tích và dân số còn lại của xã Phước Long thành hai phường Phước Long A và Phước Long B.
- Chia xã Tăng Nhơn Phú thành hai phường Tăng Nhơn Phú A và Tăng Nhơn Phú B.
- Chia xã Long Trường thành hai phường Long Trường và Trường Thạnh.
- Chuyển 7 xã: Phước Bình, Long Thạnh Mỹ, Long Bình, Long Phước, Phú Hữu và phần còn lại của 2 xã: Hiệp Phú, Tân Phú thành 7 phường có tên tương ứng.

Sau khi thành lập, Quận 9 có 11.362 ha diện tích tự nhiên và 126.220 người với 13 phường trực thuộc, gồm các phường: Hiệp Phú, Long Bình, Long Phước, Long Thạnh Mỹ, Long Trường, Phú Hữu, Phước Bình, Phước Long A, Phước Long B, Tân Phú, Tăng Nhơn Phú A, Tăng Nhơn Phú B, Trường Thạnh.

### Sáp nhập
Ngày 9 tháng 12 năm 2020, Ủy ban thường vụ Quốc hội ban hành Nghị quyết 1111/NQ-UBTVQH14 về việc sắp xếp các đơn vị hành chính cấp huyện, cấp xã và thành lập thành phố Thủ Đức thuộc Thành phố Hồ Chí Minh (nghị quyết có hiệu lực từ ngày 1 tháng 1 năm 2021). Theo đó, sáp nhập toàn bộ diện tích và dân số của Quận 2, Quận 9 và quận Thủ Đức để thành lập thành phố Thủ Đức thuộc Thành phố Hồ Chí Minh.